# Rapenbloembrug
De Rapenbloembrug is een trapjesbrug met een stenen dek op ijzeren liggers, in het centrum van de Nederlandse stad Delft, provincie Zuid-Holland. De brug is een rijksmonument.
en is gebouwd in 1891.

## Naamgeving
Tegenover de brug, Verwersdijk 45, is een gevelsteen ingemetseld met daarop twee bloeiende rapen. Het lijkt aannemelijk dat de brug daarnaar genoemd is.  De rederijkerskamer 'De Rapenbloem' had, voor zover bekend, geen enkele relatie met deze locatie. Hooguit kan hier een enthousiast lid van de rederijkerskamer gewoond hebben.
De brug is waarschijnlijk een ontwerp uit 1891 van stadsarchitect C.J. de Bruyn Kops, evenals de Hopbrug, de Visbrug en de Kleine Oostpoortbrug.